# Distretto di Çan
Il distretto di Çan (in turco Çan ilçesi) è uno dei distretti della provincia di Çanakkale, in Turchia.